# Juliacum

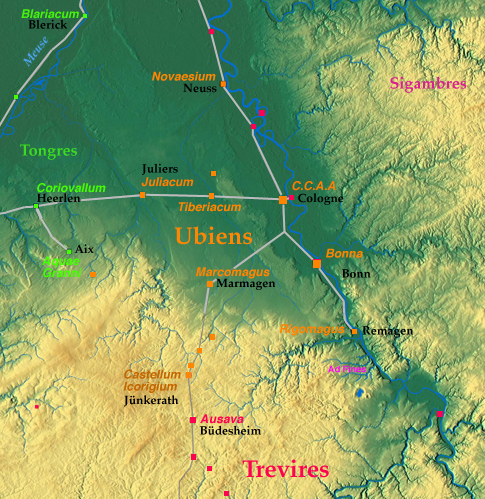
Topographie autour de Juliacum, situation des chaussées romaines, du Limes et des Ubiens - proximité des Tongres et des Trévires

Juliacum (latin : Iuliacum) est un vicus situé à l'emplacement de l'actuelle ville de Juliers sur la Roer dans le pays du peuple des Ubiens en Germanie inférieure et un relais sur la Chaussée romaine de Bavay à Cologne. 

## Topographie
À l'emplacement de l'actuel Juliers la rivière Roer — Rur en allemand — se rétrécit. Sur les deux rives, droite et gauche, des rues et chemins se rejoignent à l'époque romaine et aboutissent à la Grand-Rue afin de traverser la rivière à l'endroit le plus favorable. Il n'y a que 30 kilomètres jusqu'aux portes de la Cologne romaine, Colonia Claudia Ara Agrippinensium en latin, c'est-à-dire un trajet faisable en une journée ; l'endroit était donc tout à fait indiqué pour y établir un vicus. Celui-ci, cependant, n'a pas été édifié directement sur la Roer, mais dans un coude du Elle (ou Ellebach), à environ 300 mètres à l'est du passage de la Roer proprement dit. Le confluent est trois km plus loin

## Toponymie
Ce vicus figure sur la Table de Peutinger comme la première étape en venant de Cologne sur la route de Maastricht — la Chaussée romaine de Bavay à Cologne qui va même jusque Boulogne-sur-Mer, et qui représente l'une des principales routes de liaison dans les provinces du Nord-Ouest depuis l'époque d'Auguste.
La dénomination de « Juliacum » évoque une fondation julio-claudienne du Ier siècle. Dans la littérature ancienne, on y voyait volontiers la preuve d'une fondation par Jules César lui-même. Une telle thèse, cependant, a été réfutée définitivement par les recherches modernes du fait que le vicus avait un caractère purement civil. Des briques ont été découvertes portant les cachets de corps de troupe, comme de la flotte du Rhin ; mais c'est loin d'être extraordinaire dans un contexte civil. Les briques étaient fabriquées par des militaires et faisaient l'objet d'un commerce.

## Éléments remarquables

### La colonie de potiers
À environ un kilomètre au nord du vicus se trouvait au Ier siècle une colonie de potiers. Le village de Juliacum lui-même se trouvait à gauche et à droite de la route selon l'urbanisme du village-rue. Le pignon, étroit, donnait sur la rue, ce qui permettait au plus grand nombre des maisons du vicus d'être construites le long de la route. Une conduite d'eau trouvée à l'occasion d'un travail de construction conduisait à un bâtiment, dont la base des murs supporte aujourd'hui l'église prévôtale. Ce bâtiment au sud de la voie romaine présente une orientation qui s'écarte à 90° de celle des maisons en bande. Il est possible qu'il existait ici un établissement de bains. 

### Nécropoles
Le long de la route qui mène à Cologne on a découvert à plusieurs reprises des parties de nécropoles avec des tombes datant du début et du milieu de l'Empire romain, ainsi que des sépultures de la fin de l'Antiquité.

### Colonne dédicacée
Une grande découverte, qui nous vient du vicus, est le fragment de la base d'une colonne dédiée à Jupiter datant du IIe siècle. L'inscription sur la face avant montre que l'objet avait été consacré à Iuppiter Optimus Maximus par les habitants de Juliacum. Cette inscription prouve non seulement que le vicus de Juliers est bien le lieu où se trouvait Juliacum, mais elle témoigne aussi que ses habitants avaient un sentiment de solidarité en tant que « vicani » (« habitants d'un vicus »). Sous la ligne de l'inscription on avait placé en relief une couronne de feuilles de chêne. Sur le fragment de base on voit toujours une partie du décor du côté droit.
Là, se trouvait un semi-relief représentant avec un casque Minerve, la déesse de la sagesse, patronne et protectrice des marchands et des artisans. Cette représentation de Minerve à cet endroit central pourrait donner une indication sur le caractère industriel de la colonie.

### L'enceinte romaine
À Juliers, on observe en plusieurs endroits des niveaux incontestables de destruction par le feu vers la fin de l'Antiquité. Les bâtiments de pierre détruits ont été reconstruits ensuite avec la technique du colombage. La superficie du lieu s'est limitée au tiers de l'ancienne superficie et a reçu un mur de défense en forme de polygone à douze côtés. Le tracé de la grand route l'a fait contourner au nord la fortification.
L'existence d'un fossé de défense n'a pas pu jusqu'à présent être prouvé archéologiquement, bien que différents essais de reconstruction en acceptent un. La recherche a été longtemps de l'opinion que Juliacum avait déjà été construit à l'origine comme une fortification de type quadrilatère, du genre du château de Saalburg. On s'est demandé si la fortification n'a pas été créée par la VIe légion à la suite de la révolte de Bataves en 70 de notre ère. Des briques découvertes et portant des cachets de légions ainsi que des stèles votives à des déesses semblaient étayer une telle vue.
Les examens plus poussés des dernières années écartent en grande partie cette thèse. Les découvertes qui ont été faites entre-temps datent de la première moitié du Ier siècle. On a aussi trouvé des fondements de maisons en bandes sous le mur de fortification.
Il est donc indiscutable que la véritable colonie doit avoir été établie avant que l'on construisît les fortifications. En outre les vestiges de la colonie s'étendent au-delà des limites de l'enceinte. On en vient donc facilement à penser que Iuliacum a été détruit lors de l'arrivée des Germains en 275/276 puis reconstruit, protégé par des fortifications.
Et pourtant les résultats les plus récents nous font hésiter. Des analogies avec des installations de défense de construction analogue, par exemple à Jünkerath (Icorigium), Bitburg (Beda) ou Nimègue (Ulpia Noviomagus Batavorum), laissaient croire jusqu'à présent que les fortifications avaient été construites au début du IVe siècle, donc à peu près une génération après l'irruption des Germains. La découverte de pièces de monnaie sur l'aire d'un bâtiment appartenant à une annexe de la forteresse donne cependant pour sa construction une date post quem située vers 340, donc plus de 70 ans après la menace germanique. Les raisons qui ont conduit à fortifier Iuliacum sont donc à chercher ailleurs que dans les invasions germaniques. Vraisemblablement il faut y voir une conséquence du retrait progressif des troupes romaines de la frontière du Rhin ; elles se fixaient là, provisoirement, une nouvelle tâche.

### De l'Empire Romain aux Mérovingiens
La chute de l'Empire romain et son corollaire, la fin de la domination romaine dans la région de Juliers permit vers 460 aux Francs d'être en mesure d'occuper la région en permanence.
Le vicus de Juliacum a pourtant subsisté après le départ des troupes romaines. La nécropole à l'est de la colonie sur la grand route qui mène à Cologne montre qu'elle a été encore utilisée très en avant dans le Ve siècle. Vers la fin de l'Antiquité un nouveau lieu d'inhumation n'a jamais cessé non plus de servir jusque dans le Haut Moyen Âge. Les morts qui se sont ajoutés à cette époque trahissent une importance croissante de la partie germanique de la population. Il s'agissait peut-être de mercenaires ou de fédérés. Les puissantes fortifications de Juliacum ont assuré la survie d'une population urbaine jusqu'aux temps des Mérovingiens et au-delà.

### Source
- (de) Cet article est partiellement ou en totalité issu de l’article de Wikipédia en allemand intitulé « Iuliacum » (voir la liste des auteurs).